# ناتالیا پرپچینا
ناتالیا پرپچینا (انگلیسی: Natalia Perepechina؛ زادهٔ ۳ فوریهٔ ۱۹۹۰) بازیکن فوتبال اهل روسیه است.
وی همچنین در تیم ملی فوتبال زنان روسیه بازی کرده‌است.